# Besrasperwer
De besrasperwer (Tachyspiza virgata) is een roofvogel uit de familie van de havikachtigen (Accipitridae).

## Kenmerken
Het is een middelgrote roofvogel (29 tot 36 cm) met korte vleugels en een lange staart. Dankzij deze uiterlijke kenmerken is het een snelle en behendige vlieger.

## Voortplanting
Hij bouwt zijn nest in bomen en legt jaarlijks 2 tot 5 eieren.

## Verspreiding en leefgebied
Het is een wijdverspreide broedvogel uit dichtbeboste regio's in het zuiden van Azië, meer bepaald Pakistan, India, Zuid-China en Indonesië en telt tien ondersoorten: 
- T. v. affinis: van de westelijke Himalaya tot centraal China en Indochina.
- T. v. fuscipectus: Taiwan.
- T. v. besra: zuidelijk India en Sri Lanka.
- T. v. vanbemmeli: Sumatra.
- T. v. rufotibialis: noordelijk Borneo.
- T. v. virgata: Java en Bali.
- T. v. quinquefasciata: Flores (Kleine Soenda-eilanden).
- T. v. abdulalii: de Andamanen en Nicobaren.
- T. v. confusa: de noordelijke en centrale Filipijnen.
- T. v. quagga: de centrale en zuidelijke Filipijnen.

## Status
De grootte van de populatie is in 2009 geschat op 40-400 duizend vogels. Op de Rode lijst van de IUCN heeft deze soort de status niet bedreigd.

## Besrasperwer in de Iconographia Zoologica

Temminck (1700-1880)
Besrasperwer in de Fauna japonica door Siebold (1835-1850)
Besrasperwer in De vogels van Nederlandsch Indië, III: De valkvogels door Schleger (1863-1876)